# Tydje kapell
Tydje kapell är en liten kyrka som tillhör Åmåls församling i Karlstads stift. Kapellet med begravningsplats ligger på en sandås nära gårdarna Tydje Stom och Tydjebyn. Kyrkogården omges av en kallmur. Omkring två kilometer åt norr ligger Tösse nya kyrka.

## Kapellet
Åtminstone tre träkyrkor lär ha funnits i Tydje socken i Dalsland. Första kända kyrkan brändes ned av danskar och norrmän på 1600-talet. En ny kyrka uppfördes kort därefter och ersattes 1754 av ännu en som revs 1848 när Tösse nya kyrka var färdigställd. Nuvarande gravkapell uppfördes efter ritningar av arkitekt Ärland Noréen och invigdes 1955.
Kapellet har en stomme av tegel och natursten och är orienterat i öst-västlig riktning. Ytterväggarna är vitputsade och yttertaket täcks av svarta betongpannor. Insidan av kapellet är ett enda rum med vitputsade väggar och tegelbelagt golv. Koret ligger i väster och har ett enkelt altare, altartavla samt krucifix. Träbänkar är placerade utmed väggarna.
En fristående klockstapel är ritad av kapellets arkitekt. Stapeln är byggd av rödmålade stolpar på betongplintar och täcks av ett plåtbelagt sadeltak.

## Inventarium
- Ett harmonium.